# Walerij Kapłan
Walerij Jewgienijewicz Kapłan (ros. Валерий Евгеньевич Каплан, ur. 26 lutego 1943 w Moskwie) – radziecki łyżwiarz szybki, dwukrotny medalista mistrzostw Europy.

## Kariera
Największy sukces w karierze Walerij Kapłan osiągnął w 1967 roku, kiedy zdobył srebrny medal podczas mistrzostw Europy w Lahti. W zawodach tych rozdzielił na podium Holendra Keesa Verkerka i swego rodaka Eduarda Matusiewicza. W poszczególnych biegach zajął pierwsze miejsce na 500 m, trzecie na 5000 m, czwarte na 1500 m oraz szóste na dystansie 10 000 m. Na rozgrywanych rok wcześniej mistrzostwach Europy w Deventer był trzeci, plasując się za dwoma Holendrami: Keesem Verkerkiem i Ardem Schenkiem. Kapłan był tam pierwszy na 500 m, szósty na 5000 m, drugi na 1500 m i ósmy na 10 000 m. Był też między innymi szósty na wielobojowych mistrzostwach świata w Oslo, gdzie jego najlepszym wynikiem było czwarte miejsce na 5000 m. W 1968 roku wystartował na igrzyskach olimpijskich w Grenoble, zajmując 21. miejsce w biegu na 500 m i 12. miejsce na dystansie 1500 m. Czterokrotnie zdobywał medale mistrzostw ZSRR w wieloboju, w tym srebrny w 1966 roku i brązowe w latach 1967-1969. W 1973 roku zakończył karierę.